# District de Dang (Gujarat)
Le district de Dang (gujarati : ડાંગ જિલ્લો) est un district de l'état du Gujarat en Inde.

## Géographie
Le district a une population de 228 291 habitants pour une superficie de 1 766 km2.